# Julián Ugarte Landa
Julián Ugarte Landa (Sestao, 6 de junio de 1929 - Bilbao, 27 de diciembre de 1987) fue un actor español.

## Biografía
Julián Ugarte Landa nació en Sestao el 6 de junio de 1929. Su carrera no fue muy dilatada, aunque trabajó en grandes producciones de las épocas 60 y 70. Su debut fue en la película El Presidio, junto a Miguel Gila y Nuria Espert. Tuvo apariciones en la serie Curro Jiménez y en producciones de Estados Unidos rodadas en España, junto a Paul Naschy. A principios de los años 80, su enfermedad de garganta le dejó mudo, falleciendo el 27 de diciembre de 1987 en Bilbao.

## Filmografía (selección)
- El presidio  (1954), de Antonio Santillán
- Los gamberros (1954), de Juan Lladó
- El mensaje (1955), de Fernando Fernán Gómez
- Day of fear (1957), de Donald Taylor
- La barca sin pescador (1964) de Josep María Forn
- La marca del hombre lobo (1968), de Enrique López Eguiluz
- Las piernas de la serpiente (1970), deJuan Xiol
- Pastel de sangre (1971), de Jaime Chavarri
- The man called Noon (1973). de Peter Collinson
- Los libros (1974) (serie de TV/1 episodio)
- Cuentos y Leyendas (1975) (serie de TV/1 episodio)
- Curro Jiménez  (1977) (serie de TV/1 episodio)
- Rostros (1978), de Juan Ignacio Galván
- Escrito en América (1979) (serie de TV/1 episodio)
- El lobo negro (1981), de Rafael Romero Marchent
- Black Jack-Asalto al casino (1981), de Max H. Boulouis

## Enlaces
- Página en IMDb

- Datos: Q1713160